# Danny Kaden
Danny Kaden, gebürtig Daniel Kirschenfinkel, Pseudonym Nunek Danuky, (* 10. Juni 1884 in Warschau, Polen; † 1942 ebenda) war ein polnisch-jüdischer Regisseur, Schauspieler, Drehbuchautor, Produzent und Komponist.

## Leben
Kaden war der Sohn des polnisch-jüdischen Ehepaares Markus und Ewa Kirschenfinkel. Er besuchte bis 1902 ein Gymnasium in Warschau und ging 1907 nach Berlin. In den folgenden Jahren betätigte er sich unter dem Künstlernamen Nunek Danuky als Filmkomiker. Ab August 1913 arbeitete er als Regisseur, Autor und Hauptdarsteller und vermutlich unter Pseudonym auch als Drehbuchautor für die neu gegründete Uranus-Film-Gesellschaft. Im Juni 1914 kündigte er seinen Vertrag und übernahm kurzfristige Verpflichtungen ausschließlich als Regisseur.
Im Juni 1918 gründete er unter seinem neuen Künstlernamen Danny Kaden die Danny Kaden Films GmbH und arbeitete als Regisseur für wechselnde Firmen. Im April 1919 ging er im Auftrag der Ufa nach Polen zurück und gründete hier die Ufa-Tochter Warszawska Kinematograficzna S.A. Zugleich arbeitete er als Regisseur für die Filmfirma Sfinks. In den folgenden Jahren war er als Filmfunktionär aktiv und wurde 1927 zum ersten Vorsitzenden des soeben gegründeten Verbandes der polnischen Filmproduzenten gewählt. 1934 wurde er Mitinhaber und später Direktor der neuen Gesellschaft Atelier i Laboratorium Sfinks.
Im Frühjahr 1939 trat Kaden zum Protestantismus über. Am 29. Oktober 1940 wurde er zusammen mit seiner Frau Wilhelmine geb. Gerstmair in das Warschauer Ghetto zwangsweise umgesiedelt und dort zwei Jahre später bei der Liquidierung des Ghettos erschossen.

## Filmografie

### Regie
| - 1913: 3 × 3 = 1 - 1913: Das Geheimnis des Hauses 69 - 1913: Der Ersatzreservist - 1913: Die verhängnisvolle Visitenkarte - 1913: Freibadfolgen - 1913: Gestörte Freunde - 1913: Marga, Lebensbild aus Künstlerkreisen - 1913: Max, das unbewußte Genie - 1913: Nicht um eine Million - 1913: Tangozauber - 1913: Verbrecher aus verlorener Ehe - 1913: Wenn die Taxe springt - 1913: Zwei Tage im Paradies - 1914: 40 Jahre in der Sekunde - 1914: Aber Nunek, die Hosen! - 1914: Das Ende einer Liebe - 1914: Das zweite Ich - 1914: Der Hut meiner Frau - 1914: Der kurierte Schuhfreier - 1914: Der Mann ohne Herz - 1914: Der schlauste Kerl im Regiment - 1914: Die beliebte Schwiegermutter - 1914: Die lieben süßen Frauen - 1914: Eifersucht macht blind - 1914: Ein schmerzliches Abenteuer - 1914: Frauen – Überflüssig - 1914: Fräulein Puppe – Meine Frau - 1914: Hans im Glück - 1914: Heirat auf Befehl - 1914: Im Mädchenpensionat - 1914: Kunststück mit dem Mundstück - 1914: Laß die Köchin in Ruh! - 1914: Meine Frau hat Mut - 1914: Meschugge ist Trumpf - 1914: Miklosch reist in Unterwäsche - 1914: Nunek geigt so schön - 1914: Nunek hat zwei Bräute | - 1914: Nunek in tausend Ängsten - 1914: Nunek träumt so schwer - 1914: Sie kann nicht nein sagen - 1914: So 'n fauler Zahn - 1914: Wer anderen eine Grube gräbt - 1914: Wollen Sie meine Tochter heiraten? - 1915: Die Masuren - 1915: Wie werde ich Amanda los? - 1916: Auto 444 - 1916: Bald hier, bald da - 1916: Die Klabriaspartie - 1916: Leutnant auf Befehl - 1916: Meine Braut, seine Frau - 1916: Talarso, der Mann mit den grünen Augen - 1917: Ballzauber - 1917: Das Fräulein von der Kavallerie - 1917: Das Wäschermädel Seiner Durchlaucht - 1917: Der zehnte Pavillon der Zitadelle - 1917: Die Männerfeindin - 1917: Eine Walzernacht - 1917: Hoheit Radieschen - 1917: Im stillen Ozean - 1917: Kinder des Ghettos - 1917: Onkelchens Liebling - 1918: Das blonde Vergnügen - 1918: Die Dame im Schaufenster - 1918: Die Nacht des 24. August - 1918: Die Nichte des Herzogs - 1918: Ein durchschlagender Erfolg - 1918: Ein gesunder Junge - 1918: Gesucht ein Mann, der ein Mann ist - 1918: In Sachen Marc Renard - 1918: Wenn der Vater mit dem Sohne - 1919: Krysta - 1922: Strzal - 1922: Wszystko sie kreci - 1923: Od kobiety do kobiety |

### Schauspieler
| - 1913: 3 × 3 = 1 - 1913: Das Geheimnis des Hauses 69 - 1913: Der Ersatzreservist - 1913: Die verhängnisvolle Visitenkarte - 1913: Freibadfolgen - 1913: Gestörte Freunde - 1913: Max, das unbewußte Genie - 1913: Nicht um eine Million - 1913: Tangozauber - 1913: Zwei Tage im Paradies - 1914: 40 Jahre in der Sekunde - 1914: Aber Nunek, die Hosen! - 1914: Der Hut meiner Frau | - 1914: Der kurierte Schuhfreier - 1914: Der Mann ohne Herz - 1914: Die lieben süßen Frauen - 1914: Ein schmerzliches Abenteuer - 1914: Kunststück mit dem Mundstück - 1914: Laß die Köchin in Ruh! - 1914: Meine Frau hat Mut - 1914: Nunek geigt so schön - 1914: Nunek hat zwei Bräute - 1914: Nunek in tausend Ängsten - 1914: Nunek träumt so schwer - 1914: So 'n fauler Zahn - 1927: Usmiechy zycia |

### Drehbuch
| - 1913: 3 × 3 = 1 - 1913: Das Geheimnis des Hauses 69 - 1916: Leutnant auf Befehl - 1916: Meine Braut, seine Frau - 1917: Ballzauber - 1917: Der zehnte Pavillon der Zitadelle - 1917: Eine Walzernacht - 1917: Hoheit Radieschen | - 1917: Prinz Sami - 1917: Im stillen Ozean - 1918: Das blonde Vergnügen - 1918: Die Dame im Schaufenster - 1918: Gesucht ein Mann, der ein Mann ist - 1918: In Sachen Marc Renard - 1922: Wszystko sie kreci - 1923: Od kobiety do kobiety |

### Produzent
| - 1917: Der zehnte Pavillon der Zitadelle - 1917: Hoheit Radieschen - 1917: Kinder des Ghettos - 1918: Das blonde Vergnügen | - 1918: In Sachen Marc Renard - 1922: Wszystko sie kreci - 1937: Parada Warszawy |

### Komponist
- 1918: Das blonde Vergnügen